# Erigeron hyperboreus
Erigeron hyperboreus là một loài thực vật có hoa trong họ Cúc. Loài này được Greene mô tả khoa học đầu tiên năm 1892.